# Morti nel 1964/Luglio
| Questa pagina contiene informazioni ricavate automaticamente dalle voci biografiche con l'ausilio del template Bio e di un bot. L'aggiornamento è periodico e automatico e ricostruisce completamente la pagina. Se manca una persona in questa lista, sei pregato di non aggiungerla, ma accertati piuttosto che la sua voce biografica contenga il template Bio e che i dati anagrafici siano correttamente compilati. Se il template Bio manca, inseriscilo tu stesso o, in alternativa, metti l'avviso {{tmp\|Bio}} che ne segnala la mancanza. Se i dati riportati sono sbagliati, correggi direttamente la voce biografica; le modifiche saranno visibili in questa lista entro pochi giorni. Per chiarimenti vedi il progetto biografie. La lista contiene solo le 78 persone che sono citate nell'enciclopedia e per le quali è stato implementato correttamente il template Bio. Pagina aggiornata al 3 mar 2024. |

- 1º luglio - Pierre Monteux, direttore d'orchestra francese (n. 1875)
- 1º luglio - Vasilij Morozov, generale sovietico (n. 1897)
- 1º luglio - Antonio Rubino, disegnatore italiano (n. 1880)
- 2 luglio - Branislav Hrnjiček, calciatore jugoslavo (n. 1908)
- 2 luglio - Julia Mackley, attrice statunitense (n. 1878)
- 2 luglio - Fireball Roberts, pilota automobilistico statunitense (n. 1929)
- 3 luglio - Gertrud Bing, storica dell'arte tedesca (n. 1892)
- 4 luglio - Samuil Jakovlevič Maršak, poeta russo (n. 1887)
- 4 luglio - Gaby Morlay, attrice francese (n. 1893)
- 4 luglio - Wilhelm Wetzel, generale tedesco (n. 1888)
- 5 luglio - Novenio Bucchi, militare italiano (n. 1895)
- 6 luglio - Enrico Bonfanti, politico e partigiano italiano (n. 1901)
- 6 luglio - Rafael Cansinos Assens, scrittore, poeta e critico letterario spagnolo (n. 1882)
- 7 luglio - Charles Bozon, sciatore alpino francese (n. 1932)
- 7 luglio - Lillian Copeland, discobola, giavellottista e pesista statunitense (n. 1904)
- 7 luglio - Reginald James, fisico e esploratore britannico (n. 1891)
- 8 luglio - Norway Jackes, canottiere canadese (n. 1881)
- 8 luglio - Maria Veronica del Santissimo Sacramento, religiosa italiana (n. 1896)
- 8 luglio - Max Parker, scenografo statunitense (n. 1882)
- 10 luglio - Alphonse Dain, grecista, paleografo e filologo classico francese (n. 1896)
- 10 luglio - Joe Gaetjens, calciatore haitiano (n. 1924)
- 11 luglio - John Eke, mezzofondista svedese (n. 1886)
- 11 luglio - Michel Mouskhély, politologo georgiano (n. 1903)
- 11 luglio - Guillermo Subiabre, calciatore cileno (n. 1903)
- 11 luglio - Maurice Thorez, politico francese (n. 1900)
- 11 luglio - Karl Tinzl, politico italiano (n. 1888)
- 12 luglio - Francesco Angelini, farmacista, imprenditore e politico italiano (n. 1887)
- 13 luglio - Kurt Diebner, fisico tedesco (n. 1905)
- 13 luglio - Per Jespersen, ginnasta norvegese (n. 1888)
- 14 luglio - Axel di Danimarca,  danese (n. 1888)
- 14 luglio - Ignaz Gabloner, scultore e disegnatore italiano (n. 1887)
- 14 luglio - Georges Houard, giornalista francese (n. 1893)
- 15 luglio - Luis Batlle Berres, politico uruguaiano (n. 1897)
- 15 luglio - Thomas Joseph Cooke, calciatore statunitense (n. 1885)
- 15 luglio - Paul Maas, filologo classico e linguista tedesco (n. 1880)
- 16 luglio - Franklyn Barrett, direttore della fotografia, regista e produttore cinematografico australiano (n. 1873)
- 16 luglio - Rino Da Positano, cantante, compositore e paroliere italiano (n. 1914)
- 16 luglio - Alfred Junge, scenografo tedesco (n. 1886)
- 16 luglio - Rauf Orbay, politico e militare turco (n. 1881)
- 17 luglio - Maurice Glaize, architetto e archeologo francese (n. 1886)
- 17 luglio - Lin Dai, attrice cinese (n. 1934)
- 17 luglio - Umberto Ricagno, generale italiano (n. 1890)
- 17 luglio - Clotide Rometti, politico e imprenditore italiano (n. 1882)
- 19 luglio - Libertà Carducci,  italiana (n. 1872)
- 19 luglio - Hugh Lett, chirurgo britannico (n. 1876)
- 19 luglio - Bepi Romagnoni, pittore italiano (n. 1930)
- 19 luglio - Silvio Saglio, alpinista e scrittore italiano (n. 1896)
- 19 luglio - Pasquale Salvatore Samperi, magistrato e politico italiano (n. 1870)
- 20 luglio - Vittorio Osvaldo Tommasini, pittore, poeta e fotografo italiano (n. 1879)
- 20 luglio - Frederick Hanley Seares, astronomo statunitense (n. 1873)
- 20 luglio - Anna Vyrubova, nobildonna russa (n. 1884)
- 21 luglio - Jean Fautrier, pittore e scultore francese (n. 1898)
- 21 luglio - Osvaldo Prosperi, politico italiano (n. 1887)
- 21 luglio - Benjamín Santos, allenatore di calcio e calciatore argentino (n. 1924)
- 21 luglio - John Anderson White, calciatore scozzese (n. 1937)
- 22 luglio - Gildo Bocci, attore italiano (n. 1886)
- 22 luglio - Umberto Mondino, generale italiano (n. 1883)
- 22 luglio - Alexander Richardson, bobbista e militare britannico (n. 1887)
- 23 luglio - Frederick Grace, pugile britannico (n. 1884)
- 23 luglio - Jan de Vries, filologo, lessicografo e storico delle religioni olandese (n. 1890)
- 24 luglio - David Andersen, calciatore norvegese (n. 1894)
- 24 luglio - Arthur Findlay, saggista e magistrato britannico (n. 1883)
- 24 luglio - Erwin Finlay-Freundlich, astronomo tedesco (n. 1885)
- 24 luglio - Victoria Forde, attrice statunitense (n. 1896)
- 24 luglio - Giorgio Treves de' Bonfili, calciatore, allenatore di calcio e dirigente sportivo italiano (n. 1884)
- 25 luglio - John Latham, magistrato e politico australiano (n. 1877)
- 26 luglio - Gordon Dunn, discobolo e pesista statunitense (n. 1912)
- 26 luglio - Aldo Mazza, pittore, pubblicitario e illustratore italiano (n. 1880)
- 26 luglio - William A. Seiter, regista e stuntman statunitense (n. 1890)
- 27 luglio - Salvatore Aldisio, politico italiano (n. 1890)
- 27 luglio - Bo Farrington, giocatore di football americano statunitense (n. 1936)
- 27 luglio - Willie Galimore, giocatore di football americano statunitense (n. 1935)
- 27 luglio - Harry Shannon, attore statunitense (n. 1890)
- 28 luglio - Daniel Fernández Crespo, politico uruguaiano (n. 1901)
- 28 luglio - Michail Kozlov, allenatore di calcio, calciatore e arbitro di calcio sovietico (n. 1895)
- 29 luglio - Wanda Wasilewska, politica e scrittrice polacca (n. 1905)
- 30 luglio - Aldo Fagiuoli, allenatore di calcio e calciatore italiano (n. 1898)
- 31 luglio - Jim Reeves, cantante statunitense (n. 1923)